# Sydostkobbarna
Sydostkobbarna är en ö i Finland. Den ligger i Finska viken och i kommunen Kyrkslätt i den ekonomiska regionen  Helsingfors i landskapet Nyland, i den södra delen av landet. Ön ligger omkring 39 kilometer sydväst om Helsingfors.
Öns area är 1,3 hektar och dess största längd är 160 meter i sydöst-nordvästlig riktning.